# 쿠쿠전자
쿠쿠전자(영어: CUCKOO ELECTRONICS CO,. LTD)는 대한민국의 제조업 기업이다.

## 시장
- 대한민국
- 미국 (1987년 이후)
- 일본 (2002년 이후) - 파나소닉 OEM에도 참여
- 중국 (2003년 이후)

## 논란

### IH전기밥솥 소음 논란
IH 방식 전기밥솥은 취사나 보온 시에 1~2분 간격으로 소음이 발생한다. 그렇지만 이에 대해 이 소음이 불량이라는 점을 인정하지 않아 논란이 되고 있다.

## 참조 자료
1. ↑  “"압력 밥솥 '지~잉' 소음때문에 잠을 잘 수 없어"”. 《소비자가 만드는 신문》. 2008년 3월 13일. 2022년 9월 24일에 확인함.